# Stefan Skoumal
Stefan Skoumal (Vienna, 29 novembre 1909 – Vienna, 28 novembre 1983) è stato un calciatore austriaco, di ruolo centrocampista.

## Carriera
Con il Rapid Vienna vinse quattro campionati austriaci (1935, 1938, 1940, 1941), un campionato tedesco (1941) ed una Coppa di Germania (1938).

## Palmarès

### Club

#### Competizioni nazionali
- Campionato austriaco: 4

Rapid Vienna: 1934-1935, 1937-1938, 1939-1940, 1940-1941
- Campionato tedesco: 1

Rapid Vienna: 1940-1941
- Coppa di Germania: 1

Rapid Vienna: 1938